# Генератор вуглекислого газу (акваріум)
Генератор вуглекислого газу — елемент технічного забезпечення акваріума, призначений для підтримки у воді акваріума достатнього для живлення акваріумних рослин рівня вуглекислого газу.

## Призначення
Головним джерелом живлення рослин є вуглекислий газ. В результаті фотосинтезу вуглекислий газ та вода перетворюються рослиною на органічні сполуки та кисень:
6СО2 + 6Н2О = С6Н12О6 + 6О2
У природних водоймах рослини використовують газ, розчинений у воді, який утворюється внаслідок дихання риб та рослин, окислення мінералів та інших хімічних процесів. Внаслідок значного обсягу води концентрація вуглекислого газу в природних водоймах є досить сталою.
Акваріум є штучною екосистемою, співвідношення живих організмів до об'єму води в ньому далеке від природного. Як наслідок, акваріумі рослини в денний час швидко споживають з води весь розчинений вуглекислий газ, що призводить до їх подальшого вуглецевого голодування та різких коливань параметрів води.
Для підтримання постійної концентрації вуглекислого газу на рівні, близькому до природних водойм (10-30 мг/л), необхідно додавати в акваріум вуглекислий газ. Для невеликого акваріума нестача газу може бути компенсована додаванням звичайної столової (не мінеральної) газованої води, для більших акваріумів використовують спеціальне обладнання — система генерації та подачі вуглекислого газу. Існує кілька типів таких систем, кожен з яких має свої переваги і недоліки.

## Типи генераторів вуглекислого газу

### «Бражка»
«Бражка» — проста за конструкцією та популярна серед акваріумістів-початківців система генерації вуглекислого газу. Назва походить від назви основного продукту. Принцип її дії заснований на утворені вуглекислого газу під час спиртового бродіння дріжджів.
Система складається з закритої ємності (найчастіше ПЕТ-пляшки}, заповненої на половину бражкою. Для уповільнення реакції бражку готують з додаванням у воду столової соди або желатину, при цьому реакція бродіння може тривати до 1-го місяця, після чого апарат перезаряджають.
Переваги конструкції — простота та доступність матеріалів, основний недолік — нерегульованість реакції, через що надлишок газу вдень та увесь газ вночі просто втрачається (спроба зберегти газ шляхом перекриття виходу газу може призвести до вибуху).

### Апарат Кіппа
Система складається з двох ємностей, з'єднаних за схемою апарата Кіппа. Як реагенти використовують слабкі розчини кислот (в домашніх умовах найчастіше звичайний оцет або розчин лимонної кислоти) та мармурову крихту. Тривалість реакції визначається кількістю реагентів і може становити декілька місяців і більше.
Перевага конструкції — відносна простота та доступність матеріалів, регульованість реакції — при перекритті відбору газу реакція автоматично припиняється, при поновленні відбору — починається знову.

### Стиснений балонний газ
Система складається з балона зі стисненим вуглекислим газом та вимірювально-регулювальної апаратури (газовий редуктор, манометри). Система популярна серед досвідчених акваріумістів та в спеціальних закладах (зоомагазини, аквагалереї тощо). Термін дії системи без перезаряджання визначається місткістю балона та його робочим тиском.
Перевага конструкції — незалежність від реагентів, висока тривалість роботи, недоліки — висока вартість обладнання та необхідність перезаряджання балонів на станції заряджання.

### Хімічні процеси у ґрунті
Додавання у ґрунт мармурової крихти або інших компонентів, що легко окислюються з утворенням вуглекислого газу, призводить до її поступового розчинення у кислому середовищу ґрунту з виділенням вуглекислого газу. Процес є нерегульованим і останнім часом подібний підхід не практикується.

## Додаткове обладнання

### Реактори вуглекислого газу
Вуглекислий газ досить швидко розчиняється у воді, але його проста подача у воду призводить до утворення бульбашок, які спливають на поверхню і газ втрачається. Для збільшення часу контакту газу з водою використовують спеціальні пристрої, які отримали назву реакторів. Реактори також дозволяють визначати поточне надходження газу за числом бульбашок, що утворюються на патрубку подачі газу в реактор.

### Дропчекери
«Дропчекер» — постійно діючий тест рівня вуглекислого газу у воді. Конструктивно має вигляд ємності з титрувальною рідиною, відділеної від води повітряною подушкою. Вуглекислий газ з води розчиняється у повітрі «дропчекера», що призводить до зміни кольору титрувальної рідини. Пристрій є досить інертним і реагує на зміни рівня вуглекислого газу протягом 1-2 годин.

## Додаткові чинники
При подачі в акваріум вуглекислого газу система аерації має бути вимкнена, оскільки бульбашки повітря сприяють виведенню вуглекислого газу з води — відсутність аерації цілком компенсується киснем, який за наявності вуглекислого газу починають активно виробляти рослини. При цьому з листя рослин постійно відриваються та спливають дрібні бульбашки кисню.
Додавання у воду вуглекислого газу призводить до підкислення води та зменшення рівня pH.
Акваріумісти-початківці часто припускаються помилки, вважаючи вуглекислий газ чи не єдиним засобом пришвидшення росту рослин, забуваючи, що для активного фотосинтезу необхідне достатнє та збалансоване за спектром освітлення, наявність у воді та ґрунті інших поживних речовин, макро- та мікроелементів.